# Lee Jun-ho
Lee Jun-ho (Hangul: 이준호; Hanja: 李俊昊; Seúl, 25 de enero de 1990) es un cantante, compositor, bailarín y actor surcoreano. Es miembro de la banda surcoreana 2PM.

## Biografía
El 30 de mayo de 2019 inició su servicio militar obligatorio, el cual finalizó el 20 de marzo de 2021.
El 29 de marzo de 2022, su agencia anunció que había dado positivo para COVID-19 por lo que había detenido todas sus actividades programadas y se encontraba tomando las medidas necesarias para su recuperación.

## Carrera
Es miembro de la agencia JYP Entertainment.

### Predebut
Junho en su inicio obtuvo atención pública cuando ganó Superstar Survival en 2006. El show comenzó con doce competidores adolescentes que a medida que pasaban las semanas eran eliminados uno a uno hasta que solo quedaron tres. La dinámica siguió un estilo similar al reality show Survivor. Junho firmó contrato con JYP Entertainment después de ganar el concurso, al quedar primero entre 6.500 competidores. Futuros miembros de 2PM, Taecyeon y Chansung, también habrían competido.

### Música
En 2008,  formó parte de Hot Blood Men de Mnet donde 13 personas entrenan para unirse a una banda de chicos, One Day. Aquella banda se dividiría en dos, 2AM y 2PM. Junho se unió a la esta última.
En 2012, Junho formó pareja con la actriz Kim So-eun en el programa Music and Lyrics de MBC para la canción "Sad Love", escrita por Kim So-eun y compuesta por Junho. Él también colaboró con Vanness Wu en la canción "Undefeated" para banda sonora del drama taiwanés Ti Amo Chocolate, y compuso "Forever" para el sencillo japonés Masquerade de 2PM. En 2013, Junho participó como compositor para el EP debut de su amigo y miembro de 2PM; Jang Wooyoung, 23, Male, Single, con la canción "Be With You".
En julio del 2013 Junho lanzó un miniálbum como solista llamado Kimi no Koe. La canción fue lanzada el 8 de julio, y al día siguiente Junho comenzó su primer tour como solista, el cual acabó el 29 de agosto en Tokio. El 9 de julio de 2014, Junho lanzó su segundo miniálbum japonés, FEEL, para el cual escribió, compuso y produjo todas las canciones. FEEL encabezó la lista de Oricon de álbumes el día de su lanzamiento. Desde el 3 de julio al 13 de agosto, Junho se embarcó en su segundo tour como solista por Japón. El 15 de julio de 2015, Junho lanzó su tercer miniálbum japonés, SO GOOD, el cual promovió por Japón desde el 7 de julio al 5 de agosto.

### Televisión y cine
El 25 de enero empezó un nuevo drama llamado Good Mánager (también conocido como Chief Kim) interpretando al malvado jefe Seo Yool, hasta el final de la serie el 30 de marzo de ese mismo año. Gracias a su buena interpretación, recibieron varios premios, dirigidos a él y a su compañero Namkoong Min.
El 11 de diciembre de 2017 se unió al elenco principal de la serie Just Between Lovers (también conocida como "Rain or Shine") donde dio vida a Lee Kang-doo, hasta el final de la serie el 30 de enero de 2018. Por su interpretación Jun-ho recibió elogios y buenas críticas.
El 7 de mayo de 2018 se unió al elenco principal de la serie Wok of Love donde interpretó al chef Seo Poong, hasta el final de la serie el 17 de julio del mismo año.
El 23 de marzo del 2019 se unió al elenco principal de la serie Confession donde dio vida al abogado Choi Do-hyun, hasta el final de la serie el 12 de mayo del mismo año.
El 10 de julio del mismo año apareció como parte del elenco principal de la película Homme Fatale (también conocida como "Gibang Bachelor") donde dio vida a Heo-saek, el primer cortesano masculino de la Dinastía Joseon.
El 12 de noviembre de 2021 se unió elenco principal de la serie The Red Sleeve Cuff donde interpretó al próximo monarca Yi San, Rey Jeongjo, un joven hombre que a pesar de haber nacido como descendiente directo y nieto mayor del Rey, ha trabajado duro para convertirse en el sucesor perfecto que quiere su abuelo, el rey Yeongjo, a pesar de estar traumatizado por la muerte de su padre, el príncipe heredero Sado.
En 2022 se unió protagonizando con mucho éxito internacional al elenco de la serie King the Land, donde dio vida a Goo Won, un hombre envuelto en una batalla por la herencia del King Group, propietario de hoteles, una aerolínea y empresas de distribución.

## Filmografía

### Series de televisión
| Año     | Título              | Papel               | Red     | Notas                           | Ref.          |
| ------- | ------------------- | ------------------- | ------- | ------------------------------- | ------------- |
| 2016    | Memory              | Jung Jin            | tvN     | Aparición especial              | [ 18 ] [ 19 ] |
| 2016    | Uncontrollably Fond | junto a Lee Yu-bi   | KBS2    | Cameo, ep.4                     | [ 20 ]        |
| 2017    | Good Manager        | Seo Yool            | KBS2    | Reparto principal               | [ 21 ]        |
| 2017-18 | Just Between Lovers | Lee Kang-doo        | jTBC    | Elenco principal (16 episodios) |               |
| 2018    | Wok of Love         | Seo Poong           | SBS     | Elenco principal (40 episodios) |               |
| 2019    | Confession          | Choi Do-hyun        | tvN     | Elenco principal (16 episodios) |               |
| 2021-22 | The Red Sleeve Cuff | Yi San, Rey Jeongjo | MBC     | Elenco principal (17 episodios) | [ 22 ]        |
| 2023    | Celebridad          |                     | Netflix | Serie web - aparición especial  | [ 23 ]        |
| 2023    | King the Land       | Gu Won              | jTBC    |                                 | [ 24 ] [ 25 ] |

### Películas
| Año  | Título                         | Papel                          | Notas             | Ref.   |
| ---- | ------------------------------ | ------------------------------ | ----------------- | ------ |
| 2011 | White: The Melody of the Curse | Presentador de Music Fever     | Cameo             | [ 26 ] |
| 2013 | Cold Eyes                      | Detective Daramjwi ("Ardilla") | Reparto principal |        |
| 2015 | Memories of the Sword          | Yull                           | Reparto principal |        |
| 2015 | Twenty                         | Dong-woo                       | Reparto principal | [ 27 ] |
| 2017 | Midnight Runners               | Él mismo                       | Cameo             |        |
| 2019 | Homme Fatale                   | Heo Saek                       | Reparto principal |        |

### Programas de variedades
| Año         | Título                  | Red   | Episodios       | Fechas de aparición     | Fechas de aparición      |
| Año         | Título                  | Red   | Episodios       | Primera aparición       | Última aparición         |
| ----------- | ----------------------- | ----- | --------------- | ----------------------- | ------------------------ |
| 2006        | Superstar Survival      | SBS   | -               | -                       | -                        |
| 2008        | Hot Blood               | Mnet  | 10              | 10 de octubre de 2008   | 8 de noviembre de 2008   |
| 2008        | Idol Army (Temporada 3) | MBC   | 17              | 4 de diciembre de 2008  | 26 de marzo de 2009      |
| 2009        | Wild Bunny              | Mnet  | 7               | 21 de julio de 2009     | 21 de agosto de 2009     |
| 2009 - 2010 | Let's Go! Dream Team 2  | KBS2  |                 | 2009                    | 2010                     |
| 2011        | 2PM Show!               | SBS   | 12              | 9 de julio de 2011      | 24 de septiembre de 2011 |
| 2011, 2013  | Hello Counselor         | KBS2  | Ep. 30 y 125    |                         |                          |
| 2013        | A Song For You From 2PM | KBS2  | 15              | 17 de febrero de 2013   | 24 de mayo de 2013       |
| 2015        | Oven Radio              | 1theK | 5               | 14 de junio de 2015     | 18 de junio de 2015      |
| 2016        | Future Diary            | MBC   | 1               | 24 de noviembre de 2016 | 24 de noviembre de 2016  |
| 2017        | 2PM Wild Beat           | KStar | 10              | 1 de febrero de 2017    | 5 de abril de 2017       |
| 2017        | I Live Alone            | MBC   | 1 (ep. 202)     | 28 de abril de 2017     | 28 de abril de 2017      |
| 2017        | King of Mask Singer     | MBC   | 2 (ep. 119-120) | 9 de julio de 2017      | 16 de julio de 2017      |
| 2018        | The Fan                 | SBS   |                 | 2018                    |                          |
| 2021        | I Live Alone            | MBC   |                 | 2021                    | 2021                     |
| 2021        | Six Sense 2             | tvN   |                 | 2021                    | 2021                     |

### Presentador
| Año  | Título                    | Notas                    |
| ---- | ------------------------- | ------------------------ |
| 2021 | 2021 MBC Music Festival   | co-presentador           |
| 2021 | 57th Baeksang Arts Awards | presentador de categoría |

### Apariciones en videos musicales
| Año  | Intérpretes | Canción           | Álbum         | Notas               |
| ---- | ----------- | ----------------- | ------------- | ------------------- |
| 2021 | 2AM         | "Should've Known" | Ballad 21 F/W | junto a Kim So-hyun |

### Anuncios
- Subway Korea (2022)[36]

## Discografía

### Álbumes coreanos
Álbumes de estudio
| Título | Detalles de álbum                                                                                         | Lista de canciones            | Ventas   |
| ------ | --- | ----------------------------- | -------- |
| ONE    | - Lanzamiento: 14 de septiembre de 2015 - Discográfica: JYP Entertainment - Formato: CD, descarga Digital | Lista de canciones 1. Believe | - 11,783 |

EP
| Título | Detalles de álbum                                                                                         | Lista de canciones                                          | Ventas                     |
| ------ | --- | ----------------------------------------------------------- | -------------------------- |
| CANVAS | - Lanzamiento: 11 de septiembre de 2017 - Discográfica: JYP Entertainment - Formato: CD, descarga Digital | Lista de canciones 1. 어차피 잊을 거면서 (Forget it anyway) | - KOR: 20,254 - JPN: 2,080 |

### Álbumes japoneses
EP
| Título       | Detalles de álbum                                                                                     | Listado de pistas | Ventas    |
| ------------ | --- | --- | --------- |
| Kimi no Koe  | - Lanzamiento: 24 de julio de 2013 - Discográfica: Ariola Japan - Formato: CD, descarga Digital       | Lista de canciones 1. SAY YES (Versión B only) | - 67,064+ |
| FEEL         | - Lanzamiento: 9 de julio de 2014 - Discográfica: Epic Records Japan - Formato: CD, descarga Digital  | Lista de canciones 1. Next to you (Instrumental) (Regular Edition Only) | - 57,666+ |
| SO GOOD      | - Lanzamiento: 15 de julio de 2015 - Discográfica: Epic Records Japan - Formato: CD, descarga Digital | Lista de canciones 1. Believe (Limited Edition B only) | - 52,705+ |
| DSMN         | - Lanzamiento: 20 de julio de 2016 - Discográfica: Epic Records Japan - Formato: CD, descarga Digital | Lista de canciones 1. Saigo Ni (Limited Edition only) | - 48,644  |
| 2017 S/S     | - Lanzamiento: 26 de julio de 2017 - Discográfica: Epic Records Japan - Formato: CD, descarga Digital | Lista de canciones 1. Ice Cream 2. Candy 3. Diamond 4. Canvas 5. Fine 6. Ice Cream (Instrumental) 7. WOW -JUNHO ver.- (Limited Edition B only) 8. Ice Cream Remix (Limited Edition B only) 9. また会える日(Can we meet again?) (Limited Edition B only) | - 46,224  |
| Winter Sleep | - Lanzamiento: 25 de enero de 2018 - Discográfica: Epic Records Japan - Formato: CD, descarga Digital | Lista de canciones 1. Winter Sleep 2. 飛行機(Airplane) 3. Too late to tell 4. Frozen Heart 5. Torso 6. Winter Sleep (Instrumental) 7. 365 Winter Party ver. (Limited Edition B only) 8. 一緒に過ごした時間(The Time We Have Spent Together) -JUNHO ver.- (Limited Edition B only) 9. Winter Sleep -Snowy Night ver.- (Limited Edition B only) 10. Fine Live ver. -JUNHO (From 2PM) Solo Tour 2017 “2017 S/S”より- (Full Limited Edition only) | - 28,661  |

### Banda sonora original
| Año  | Título de canción                                 | Álbum                       |
| ---- | ------------------------------------------------- | --------------------------- |
| 2012 | "Undefeated" (con Vanness Wu)                     | Ti Amo Chocolate OST        |
| 2013 | "My Way to You" (con Taecyeon)                    | 7th Grade Civil Servant OST |
| 2013 | "'I'm In Love"                                    | Cold Eyes OST               |
| 2014 | " You're The Right One (你是对的人)" (con Qi Wei) | Love Is Back OST            |
| 2015 | "Cupid's Arrow" (con Lee Yu-bi)                   | Twenty OST                  |
| 2015 | "The signs of LOVE"                               | 私とドリカム2               |
| 2015 | "M8" (con M.Joon)                                 | M8                          |

### Composiciones
| Fecha de lanzamiento     | Álbum                                | Artista          | Título |
| ------------------------ | ------------------------------------ | ---------------- | --- |
| 20 de junio de 2011      | Hands Up                             | 2PM              | - Give It To Me |
| 14 de marzo de 2012      | 2PM Best: 2008–2011 in Korea         | Junho & Wooyoung | - Move On |
| 31 de marzo de 2012      | Feast of the Gods OST                | Lee Jung         | - Sad Love |
| 8 de julio de 2012       | 23, Male, Single                     | Wooyoung         | - Be With You |
| 6 de junio de 2012       | Beautiful                            | 2PM              | - 君がいれば |
| 14 de noviembre de 2012  | Masquerade                           | 2PM              | - Forever |
| 13 de febrero de 2013    | Legend of 2PM                        | Junho            | - Say Yes |
| 6 de mayo de 2013        | Grown                                | 2PM              | - Back To Square One - Go Back - Love Song                                                                               |
| 6 de mayo de 2013        | Grown (Grand Edition)                | 2PM              | - I'm In Love - Just A Feeling                                                                                           |
| 24 de julio de 2013      | Kimi no Koe                          | Junho            | - キミの声 - Like a Star - Goodbye - 目を闭じて - I Love You - Heartbreaker                                              |
| 29 de enero de 2014      | Genesis of 2PM                       | 2PM              | - I Want You |
| 29 de enero de 2014      | Genesis of 2PM                       | Junho            | - Hey You |
| 9 de julio de 2014       | FEEL                                 | Junho            | - FEEL - ずっと - 行かないで ~No No No~ - Next to you - Can't let you go - Turn it up - You & Me                         |
| 15 de septiembre de 2014 | Go Crazy!                            | Junho & Nichkhun | - Love is True |
| 28 de enero de 2015      | Guilty Love                          | 2PM              | - 365 |
| 15 de abril de 2015      | 2PM of 2PM                           | 2PM              | - Everybody - Burning Love                                                                                               |
| 15 de abril de 2015      | 2PM of 2PM                           | Junho            | - Crush |
| 19 de junio de 2015      | N.º 5                                | 2PM              | - Nobody Else |
| 15 de julio de 2015      | SO GOOD                              | Junho            | - So Good - Fire - Pressure - Insane - The Last Night - Don't Tease Me - Good Life - Believe                             |
| 28 de noviembre de 2015  | Higher                               | 2PM              | - 誓いのクリスマス |
| 28 de noviembre de 2015  | Higher                               | Junho            | - So Many Girls |
| 5 de enero de 2016       | Galaxy Of 2PM                        | 2PM              | - 一緒に過ごした時間 |
| 27 de abril de 2016      | Galaxy Of 2PM                        | 2PM              | - Set Me Free |
| 27 de abril de 2016      | Galaxy Of 2PM                        | Junho & Chansung | - Versus |
| 20 de julio de 2016      | DSMN                                 | Junho            | - HYPER (feat. Jun. K) - DSMN - 毒 (On your mind) - Yes - Run to you - 最後に - Instant love - Roller coaster - Insomnia |
| 26 de octubre de 2016    | Promise (I'll be) - Versión japonesa | 2PM              | - WOW |

## Premios y nominaciones
| Año  | Premios                       | Categoría                                   | Trabajo nominado    | Resultado | Ref.          |
| ---- | ----------------------------- | ------------------------------------------- | ------------------- | --------- | ------------- |
| 2013 | 22.º Buil Film Awards         | Mejor Nuevo Actor                           | Cold Eyes           | Nominado  |               |
| 2013 | World Music Awards            | Mejor Artista Masculino                     | —                   | Nominado  |               |
| 2014 | World Music Awards            | Mejor Artista Masculino                     | —                   | Nominado  |               |
| 2014 | World Music Awards            | Mejor Artista                               | —                   | Nominado  |               |
| 2015 | 51.er Baeksang Arts Awards    | Actor Más Popular (Película)                | Twenty              | Nominado  |               |
| 2015 | 52.º Grand Bell Awards        | Premio de Popularidad                       | Twenty              | Nominado  |               |
| 2016 | 30.º Japan Golden Disk Awards | Mejores 3 Álbumes                           | SO GOOD             | Ganador   |               |
| 2017 | 2.º Asia Artist Awards        | Premio Mejor Celebridad                     | Good Manager        | Ganador   |               |
| 2017 | 31.º KBS Drama Award          | Actor de Excelencia (Drama duración media)  | Good Manager        | Ganador   | [ 43 ]        |
| 2017 | 31.º KBS Drama Award          | Mejor Pareja (junto a Namkoong Min)         | Good Manager        | Ganador   | [ 43 ]        |
| 2017 | 31.º KBS Drama Award          | Mejor Nuevo Actor                           | Good Manager        | Nominado  | [ 43 ]        |
| 2018 | 3rd Asia Artist Award         | Artista del Año                             | —                   | Ganador   | [ 44 ]        |
| 2018 | 3rd Asia Artist Award         | Más Emotivo                                 | —                   | Ganador   |               |
| 2021 | 2021 MBC Drama Award          | Top Excellence Award, Actor in a Miniseries | The Red Sleeve Cuff | Ganador   | [ 45 ]        |
| 2021 | 2021 MBC Drama Award          | Mejor Pareja (junto a Lee Se-young)         | The Red Sleeve Cuff | Ganadores |               |
| 2022 | 58th Baeksang Arts Award      | Mejor Actor                                 | The Red Sleeve Cuff | Ganador   | [ 46 ] [ 47 ] |
| 2022 | 58th Baeksang Arts Award      | Premio a la Popularidad (TikTok Popularity) | —                   | Ganador   | [ 48 ]        |
| 2023 | APAN Star Awards              | Premio a la Popularidad                     | King the Land       | Ganador   | [ 49 ] [ 50 ] |
| 2023 | APAN Star Awards              | Premio Estrella Global                      | King the Land       | Ganador   | [ 49 ] [ 50 ] |
| 2023 | APAN Star Awards              | Mejor Personaje                             | King the Land       | Ganador   | [ 49 ] [ 50 ] |
| 2023 | APAN Star Awards              | Mejor Pareja (junto a Im Yoon-ah)           | King the Land       | Ganadores | [ 49 ] [ 50 ] |
| 2023 | APAN Star Awards              | Gran Premio (Daesang)                       | King the Land       | Ganador   | [ 49 ] [ 50 ] |
| 2023 | Asia Artist Awards            | Premio a la Popularidad                     | King the Land       | Ganador   | [ 51 ]        |
| 2023 | Asia Artist Awards            | Gran Premio (Daesang)                       | King the Land       | Ganador   | [ 51 ]        |